# IFK Tumba Handboll
IFK Tumba Handboll är handbollssektionen i idrottsföreningen IFK Tumba, från Tumba utanför Stockholm. Sektionen bildades 1970 och bestod då av ett damlag. Tre år senare skapades herrlaget. Mellan 2011 och 2014 kallades både dam- och herrlaget Caperiotumba som följd av ett sponsoravtal.

## Historia
IFK Tumba Handboll bildades 1970. Under de cirka 50 år man har funnits har man nått flera framgångar. 9 SM-guld i ungdoms-SM är klubbens främsta meriter. Det senaste togs 4.e maj 2025 av klubben Pojkar födda 2010. 
Klubben har även ett SM Guld utomhus. Stommen i laget som vann ungdoms-SM på 1980-talet nådde en elitserieplats 1998. I kvalet mot Kroppskultur lyckades Tumba i Idrottshuset vinna en avgörande kvalmatch med 25-22. Damerna i klubben gjorde samma bedrift 2012 när laget tog det historiska steget upp till Elitserien.
Under åren i elitserien 1998-2005 arbetade man efter devisen "från Liten till Eliten" som ännu präglar föreningen idag. En devis man var först att använda sig av. Föreningen har idag en bred ungdomsverksamheten i Stockholmsområdet. 
Föreningen har 2025 cirka 600 medlemmar och omkring 35 lag i seriespel. Verksamheten är förlagd till Tumba Idrottshus med två hallar och ett inhouse gym. Föreningen samarbetar med Tumba Gymnasium beläget nära hallen. Gymnasiet har en Nationell Utbildning i Idrott med sökande från hela landet.
Kända spelare med Tumba som moderklubb är bland andra Erik Hajas, Emil Frend Öfors, Hampus Jildenbäck, Henrik Olsson, Daniel Lindroos. 

### Herrlaget
Herrlaget spelade i elitserien åren 1998–2005, och deltog i SM-slutspel med kvartsfinal 2001 mot Redbergslid som bäst. 2008 tog man sig åter upp till elitserien, men föll ur efter en säsong. 
Ny tränare för 2009/2010 blev Mats Kardell, som återvände tillbaka till sin moderförening efter 17 års bortavaro. Efter sju år i klubben som pendlande mellan elitserien och allsvenskan, tackade Mats Kardell för sig 2016 och tog över Boden Handboll IF, som var nyuppflyttade i damernas högsta serie, SHE. 
Johan Lindahl med spelarmeriter från Holland hämtades in som tränare från Tyresös damlag för säsongen 2016-2017. Inför säsongen tappade man Nicklas Andreasson till Amo HK och Simon Sonesten till Eskilstuna Guif. Man plockade hem Andreas Windahl från HK Silwing/Troja och man värvade Mikael Matsson från IK Bolton. Dessa både med meriter ifrån J-landslag. Framgångarna uteblev och Johan Lindahl slutade som tränare redan i november samma år.
Emil Koplimaa och Sebastian Johansson, båda tidigare spelare i klubben, tog över och försökte sätta sin prägel på laget. Man lyckades ta sig från platsen för direkt nedflyttning och knep en plats i kvalet där Tumba skulle få möta vinnaren mellan HK Silwing/Troja och Vinslövs HK. Vinslöv gick vinnande ur den striden och slog också IFK Tumba i den inledande kvalmatchen i mötet bäst av tre i Furutorpshallen. Väl på hemmaplan redde IFK Tumba ut stormen och vann med 30-21 respektive 33-28 och säkrade alltså det allsvenska kontraktet för säsongen 2017-2018.
Innan säsongen 2017/2018 lämnade många betydelsefulla spelare, såsom Olof Johansson, Daniel Lindroos, Andreas Windahl och Rasmus Andén IFK Tumba. Tumba fick flytta upp många unga spelare inför den Allsvenska säsongen 2017/2018. Medelåldern i truppen låg på 19,9 år och i laget spelade tio spelare födda mellan 1997 och 2000. Säsongen 2017/2018 slutade med endast 2 poäng i Allsvenskan vilket innebar nedflyttning till Division 1 Norra. 
Säsongen 2024/2025 spelar herrarna i Allsvenskan, i vilken man hamnade på 8.e plats som nykomlingar.  

### Damlaget
Damlaget debuterade i den högsta serien, elitserien, säsongen 2012/2013 men förlorade alla 22 matcherna och degraderades efter säsongen. Inför säsongen 2014/2015 drog man sig ur näst högsta serien, allsvenskan, och startade om i Division 3. På två säsonger lyckades man sedan kvalificera sig till division 1 där dom kom på andra plats. Laget gick upp i Allsvenskan säsongen 2018/2019 då vinnaren i division 1-serien inte fick gå upp. Tumba blev placerade 9:a i serien och klarade inte kvalet utan fick återvända till division 1. Även 2021/2022 spelade damerna i allsvenskan men slutade näst sist i serien och degraderades till division 1 på nytt.